# Жук-Кувыркун
Жук-Кувыркун (англ. Woggle-Bug) — персонаж серии книг американского писателя Л. Ф. Баума о сказочной стране Оз. Впервые появляется в книге «Чудесная страна Оз» (1904) под именем «Жук-Кувыркун, С. У. и В. О.» («Сильно увеличенный и высокообразованный»).
На иллюстрациях часто изображается в одежде ярких расцветок с несколькими парами очков на вытянутом хоботке.

## История
Согласно книге «Чудесная страна Оз», Жук-Кувыркун был сначала обычным маленьким жуком, размером с горошину и жил жизнью нормального насекомого, пока не заполз в здание школы (предположительно где-то в Стране Винки Страны Оз), где слушал лекции профессора Многозная в течение трех лет. Однажды профессор поймал Жука и решил использовать его в качестве наглядного пособия на уроке. Профессор Многознай поместил Жука под микроскоп и спроецировал его изображение на экран в сильно увеличенном виде. Вид увеличенного Жука так поразил школьников, что одна безымянная маленькая девочка, стоявшая на подоконнике, выпала из окна. В то время как все бросились на улицу оказать помощь девочке, увеличенный Жук-Кувыркун спрыгнул с экрана и убежал, оставшись с тех пор в увеличенном размере. Позже Жук-Кувыркун спас жизнь портному, который в благодарность преподнёс Жуку шикарный костюм, который Жук носил с удовольствием.
Впоследствии Жук-Кувыркун сделал карьеру при дворе принцессы Озмы, основал и возглавил Королевский колледж искусств и Атлетического совершенства, известный также как Королевский колледж Атлетических искусств или Королевский колледж Атлетических наук, расположенном в западной части Страны Жевунов, недалеко от Изумрудного города. Он также изобрел Таблетки Учёности, которые дают студентам знания без необходимости посещать лекции, освобождая время для занятий спортом.
В книге «Дороти и Волшебник в стране Оз» Жук-Кувыркун выступает в качестве прокурора в суде принцессы Озмы.
В книге «Путешествие в страну Оз» Жук-Кувыркун присутствует среди гостей на торжестве по случаю дня рождения принцессы Озмы.

## Личные особенности
При первом появлении в книге чудесная Страна Оз, Жук-Кувыркун изображается как обаятельный, изворотливый и несколько эксцентричный тип. У него есть склонность к употреблению громких слов, латинских фраз и красочных каламбуров, связанных с текущей ситуацией (например, его заявление: «наш Конь — ходячая нелепость. Имея в виду его происхождение из ко́зел, ему больше пристало бы блеять и бодаться»). Некоторые реплики Жука-Кувыркуна просто шокируют его спутников, и Железный Дровосек даже угрожает убить Жука, если он не прекратит злоупотреблять своей учёностью, на что последний обещает исправиться. Впоследствии Жук-Кувыркун оказывает своим друзьям немало услуг, выручая их из беды.
Жук-Кувыркун, подобно многим другим персонажам книг Баума, предстаёт перед читателем довольно противоречивой натурой. С одной стороны, он вежливый и добрый, но в то же время иногда проявляет тщеславие и невнимательность.
В книге «Дороти и Волшебник в Стране Оз» Жук-Кувыркун появляется в качестве прокурора в суде принцессы Озмы. В этой книге Баум показывает Жука-Кувыркуна чрезвычайно напыщенным и высокомерным, и решительно несимпатичным.
В книге «Изумрудный город страны Оз» Дороти, тётя Эм и дядя Генри наносят визит Жуку-Кувыркуну в Атлетической академии, который он руководит и в которой преподаёт в качестве профессора. В последующих книгах серии о стране Оз, за исключением последней — «Глинда из страны Оз», — профессор Жук-Кувыркун больше не участвует в приключениях и не пользуется симпатиями обитателей страны, несмотря на его знаменитую Атлетическую академию. Когда Рут Пламли Томпсон после смерти Баума продолжила серию книг о стране Оз, она изображала Жука-Кувыркуна в той же манере. Так, согласно сюжету «Королевской книги страны Оз» Р.Томпсон, Жук-Кувыркун обвиняет правителя Изумрудного города Страшилу в отсутствии в его генеалогии предков, которые давали бы ему основание занять трон.
Профессор Жук-Кувыркун также играет важную роль в книге Джона Р. Нила «Беглец в стране Оз».

## В массовой культуре

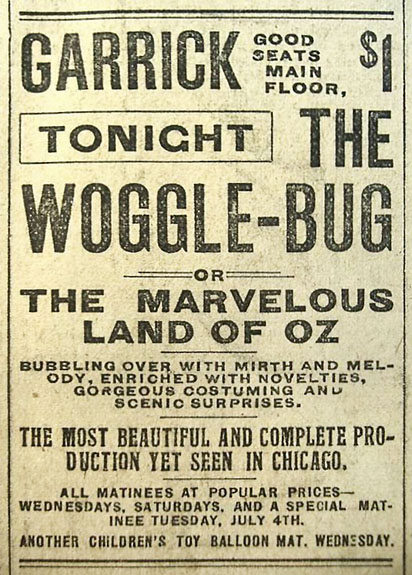
Реклама мюзикла «Жук-Кувыркун» в газете Chicago Record Herald (1905)

- Для обеспечения популярности своей новой книги «Чудесная страна Оз» Баум написал серию коротких рассказов-комиксов под названием «Необычайные посетители из чудесной страны Оз» (англ. Queer Visitors from the Marvelous Land of Oz), с иллюстрациями Уолтера Макдугалла[англ.]. Эти рассказы публиковались с 28 августа 1904 по 26 февраля 1905 года на специальных детских страницах воскресных выпусков газет. Первые семнадцать выпусков заканчивались загадкой для юных читателей: один из персонажей задавал Жуку-Кувыркуну вопрос, а читателям предлагалось угадать, что Жук-Кувыркун сказал в ответ, угадавшие ответ получали приз. Правильный ответ публиковался в следующем воскресном выпуске. Комиксы пользовались большой популярностью, развернулось производство сувениров с изображениями их персонажей: ноты, открытки, игры и многое другое.
- После успеха книги «Чудесная страна Оз» Баум написал мюзикл по мотивам её сюжета; он надеялся повторить успех мюзикла 1902 года Волшебник страны Оз[англ.]. Новый мюзикл под названием «Жук-Кувыркун»[англ.] был поставлен в театре «Гаррик»[англ.] в Чикаго, роль Жука-Кувыркуна в нём исполняли 26-летний Фред Мейс[англ.] (который впоследствии стал звездой в комедиях Мака Сеннета) и Сидни Дин — первый австралиец, снявшийся в голливудском фильме[7]. Ф.Мейс исполнял в мюзикле такие песни, как «Мистер Жук-Кувыркун, С. У. и В. О» и «Леди Жук ждёт меня». Сюжет мюзикла во многом отличался от сюжета книги. Так, в мюзикле Жук-Кувыркун питает страсть к платьям из яркой ткани с тартаном, и мгновенно влюбляется в того, кто носит такой наряд. Среди персонажей также появились «цветной» (вероятно, блэкфейс) повар Дина и профессор Knowitt (игра слов — на английском означает «знаю это») как любовник Присси Принг, женщины-лейтенанта из армии генерала Джинджер. Мюзикл получил несколько доброжелательных отзывов, но в конечном счёте, как выразился один критик, «перестал цеплять» и сошёл со сцены менее чем через месяц.
- Пьеса Баума была также адаптирована и издана как небольшая книга, «Книга Жука-Кувыркуна»[англ.] (1905).
- В фантастическом рассказе Филиппа Хосе Фармера 1952 года «Любовники» (The Lovers) термином «wogglebugs» («wogs») обозначены инопланетяне, напоминающие персонажа Баума.